# G7
G7 eller gruppen af de syv (mellem 1997 og 2014 G8; gruppen af de otte, da Rusland var med i gruppen) er en koalition af syv af verdens førende industrialiserede nationer: Frankrig, Tyskland (Vesttyskland indtil 1990), Italien, Japan, Storbritannien, USA (det oprindelige G6 fra 1975) og Canada (i 1976, herefter G7). Rusland blev optaget i 1997, men blev udelukket i 2014. EU deltager også. Tilsammen udgør disse landes økonomier 65 % af den samlede verdensøkonomi, selvom landene kun har 13 % af verdens samlede befolkning.
G7-landene mødes en gang om året til et topmøde, hvor store aktuelle økonomiske og politiske problemer i verden diskuteres. Da beslutninger og aftaler mellem disse lande har en stor effekt og betydning for resten af verden, bliver topmøderne ofte brugt som anledning til store demonstrationer fra grupper, der går ind for en mere økonomisk ligelig fordeling i verden.

## Historie
Ideen om et forum for verdens førende industrilande blev luftet umiddelbart efter den oliekrise, der i 1973 indledte en verdensomspændende recession og det efterfølgende sammenbrud i det internationale møntvekselsystem, også kaldet Bretton Woods. Efter nogle indledende følere kom det i 1975 ved slottet Rambouillet til det første møde mellem de 6 største industrilande, hvorfor gruppen startede under navnet G6. Udover den franske gæstgiver, præsident Valéry Giscard d'Estaing, deltog også Italien, Japan, Vesttyskland, Storbritannien og USA. Ved dette møde enedes man om at holde et årligt topmøde med skiftende værter, hvor de store lande kunne planlægge fælles strategier over for store verdenspolitiske problemer. Året efter det første møde blev Canada i 1976 på amerikansk ønske fra præsident Gerald Ford også medlem, og gruppen hed nu G7. Fra 1977 fik EU også fast sæde ved topmøderne, repræsenteret af præsidenten for kommisionen, dog har EU en anderledes status end de andre lande.
Efter den kolde krigs afslutning og opsplitningen af Sovjetunionen blev det hurtigt klart, at man måtte finde en måde at inkorporere også Rusland i samarbejdet. I 1994 deltog Rusland i nogle møder sammen med de andre G7-lande, disse topmøder blev kaldt G7+1-møderne. I 1997 blev Rusland på foranledning af bl.a. den amerikanske præsident Bill Clinton officielt medlem, hvorefter G7 blev til G8.
Ved G8-mødet i Heiligendamm i Tyskland deltog udover de 8 deltagerlande også en række lande, der med store økonomier og befolkningstal er af stor betydning for verdens politik. Disse var Brasilien, Kina, Indien, Mexico og Sydafrika. Kina har en økonomi i enorm vækst, der er større end de tre G8-medlemmer Rusland, Canada og Italien, hvorfor et eventuelt medlemskab diskuteres heftigt. Tony Blair har tidligere foreslået at G8-klubben skulle udvides til et G13, men hans ideer blev hurtigt afvist af de andre medlemmer.
Som følge af Ruslands annektering i 2014 af Krim-halvøen i Ukraine, blev mødet i Sotji aflyst og Rusland senere suspenderet. Flere landes repræsentanter har siden opfordret Rusland til at vende tilbage til G8. I januar 2017 meddelte Rusland, at man agtede permanent at forlade samarbejdet.

## Politikområder
Efterhånden har G7-møderne udvidet diskussionsområderne betragteligt, så de indbefatter mange forskellige politikområder, senest er både fattigdomsbekæmpelse og klimaområdet også blevet nogle vigtige punkter på G7-mødernes dagsorden. Ved topmødet 2005 i Glenneagles, hvor Tony Blair på Storbritanniens vegne var vært, blev det f.eks. besluttet at eftergive en del gæld til de afrikanske lande.
Ved Heiligendamm i 2007 blev det på Angela Merkels foranledning besluttet at de førende industrilande skulle nedbringe deres CO2-udslip med 50 % i 2050. Det blev dog kritiseret at målene ikke blev bindende.

## Struktur
G7 skal være et forum mere end en egentlig organisation, hvorfor det ikke kan sammenlignes med eksempelvis FN eller EU, der arbejder efter regler og procedurer. Fra 1. januar skifter formandskabet, og det er op til værtslandet i løbet af tiden op til topmødet at forberede et program. Der foregår op til topmødet forhandlinger helt op på ministerniveau om program og dagsorden for møderne.

## Kritik og demonstrationer
Det er en stor begivenhed, når verdens ledere mødes, og der er udover et væld af lobbyister og interessegrupper også ofte demonstrationer fra grupper, der mener, at G7-landene burde kæmpe for en mere ligelig fordeling af verdens ressourcer, og støtte de fattige lande mere. På det seneste er også klimadebatten blevet en grund til demonstrationer, men aids-debatten fylder også en del,[kilde mangler] da de rige lande ifølge demonstranter forhindrer udbredelsen af billig medicin i Afrika.
G8 modtog også kritik fra menneskerettighedsgrupper, da man tillod Rusland at være medlem, denne diskussion handler også ofte om kritik af samarbejdet med Kina.

## Tidligere afholdte G8-møder
- 1975: 15-17. november i Rambouillet, Frankrig
- 1976: 27-28. juni i San Juan, Puerto Rico med USA som vært
- 1977: 7-8. maj i London, Storbritannien
- 1978: 16-17. juli i Bonn, Vesttyskland
- 1979: 28-29. juni i Tokyo, Japan
- 1980: 22-23. juni i Venedig, Italien
- 1981: 20-21. juli i Montebello, Ottawa, Canada
- 1982: 4-6. juni i Versailles, Frankrig
- 1983: 28-30. maj i Williamsburg, Virginia, USA
- 1984: 7-9. juni i London, Storbritannien
- 1986: 4-6. maj i Tokyo, Japan
- 1987: 8-10. juni i Venedig, Italien
- 1988: 19-21. juni i Toronto, Canada
- 1989: 14-16. juli i Paris, Frankrig
- 1990: 9-11. juli i Houston, Texas, USA
- 1991: 15-17. juli i London, Storbritannien
- 1992: 6-8. juli i München, Tyskland
- 1993: 7-9. juli i Tokyo, Japan
- 1994: 8-10. juli i Napoli, Italien
- 1995: 15-17. juli i Halifax, Nova Scotia, Canada
- 1996: 19-20. april i Moskva, Rusland (ekstraordinært møde om atomsikkerhed)
- 1996: 27-29. juni i Lyon, Frankrig
- 1997: 20-22. juni i Denver, Colorado, USA
- 1998: 15-17. maj i Birmingham, Storbritannien (første møde som G8)
- 1999: 18-20. juni i Köln, Tyskland
- 2000: 21-23. juli i Okinawa, Japan
- 2001: 20-22. juli i Genova, Italien
- 2002: 26-27. juni i Kananaskis, Alberta, Canada
- 2003: 2-3. juni i Évian-les-Bains, Frankrig
- 2004: 8-10. juni i Sea Island, Georgia, USA
- 2005: 6-8. juli i Gleneagles Hotel, Perthshire, Skotland, UK
- 2006: 15-17. juli, Strelna, St. Petersburg, Rusland
- 2007: 6-8. juni, Heiligendamm, Tyskland
- 2008: 7-9. juli, Toyako (Lake Toya), Hokkaido, Japan
- 2009: 8–10. juli, L'Aquila, Abruzzo, Italien
- 2010: 25–26. juni, Ontario, Canada
- 2011: 26–27. maj, Deauville, Frankrig
- 2012: 18–19. maj, Camp David, USA
- 2013: 17–18. juni, Lough Erne, Storbritannien
- 2014: 4–5. juni, Sotji, Rusland (aflyst),[nb 1] i stedet afholdt i Bruxelles, Belgien
- 2015: 7–8. juni, Schloss Elmau, Tyskland
- 2016: 26–27. maj, Shima, Japan
- 2017: 26–27. maj, Taormina, Italien
- 2018: 8–9. juni, Québec, Canada
- 2019: 24–26. august, Biarritz, Frankrig
- 2020: Camp David, USA - Aflyst og erstattet af online konference grundet Covid-19 pandemi